# Tisová (district de Tachov)
Pour les articles homonymes, voir Tisová.
Tisová (en allemand : Tissa) est une commune du district de Tachov, dans la région de Plzeň, en République tchèque. Sa population s'élevait à 460 habitants en 2022.

## Géographie
Tisová se trouve à 7 km au sud-est de Tachov, à 48 km à l'ouest de Plzeň et à 129 km à l'ouest-sud-ouest de Prague.
La commune est limitée par Tachov et Kočov au nord, par Bor à l'est et au sud-est, par Staré Sedliště au sud-ouest, et par Částkov à l'ouest.

## Histoire
La première mention écrite de la localité date de 1233.

## Administration
La commune se compose de six sections :
- Tisová ;
- Hlinné ;
- Jemnice ;
- Kumpolec ;
- Lhotka ;
- Trnová.

## Galerie

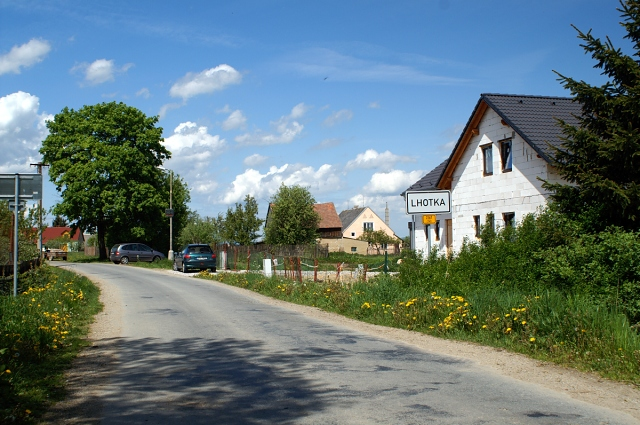
Lhotka.
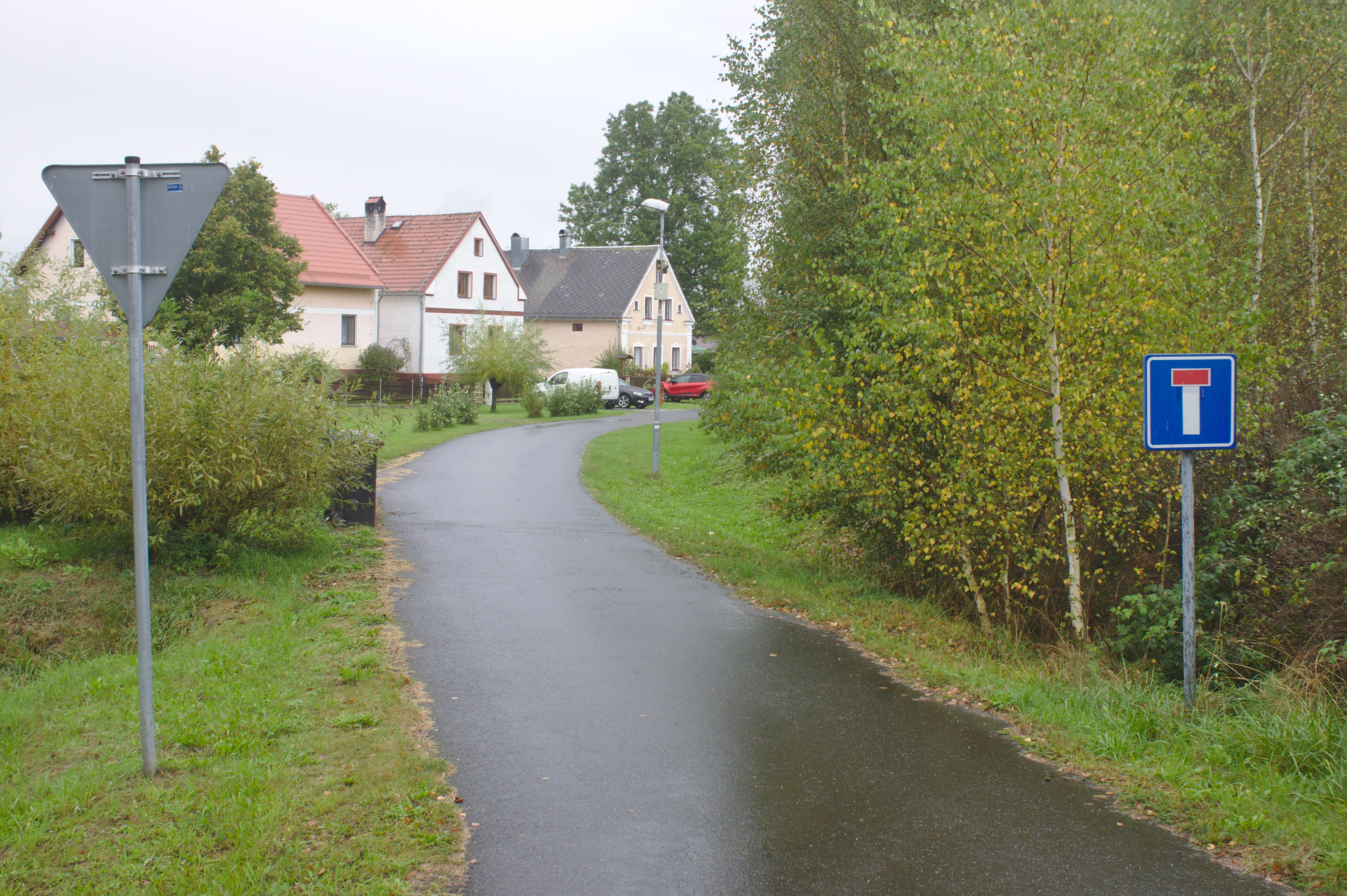
Kumpolec.

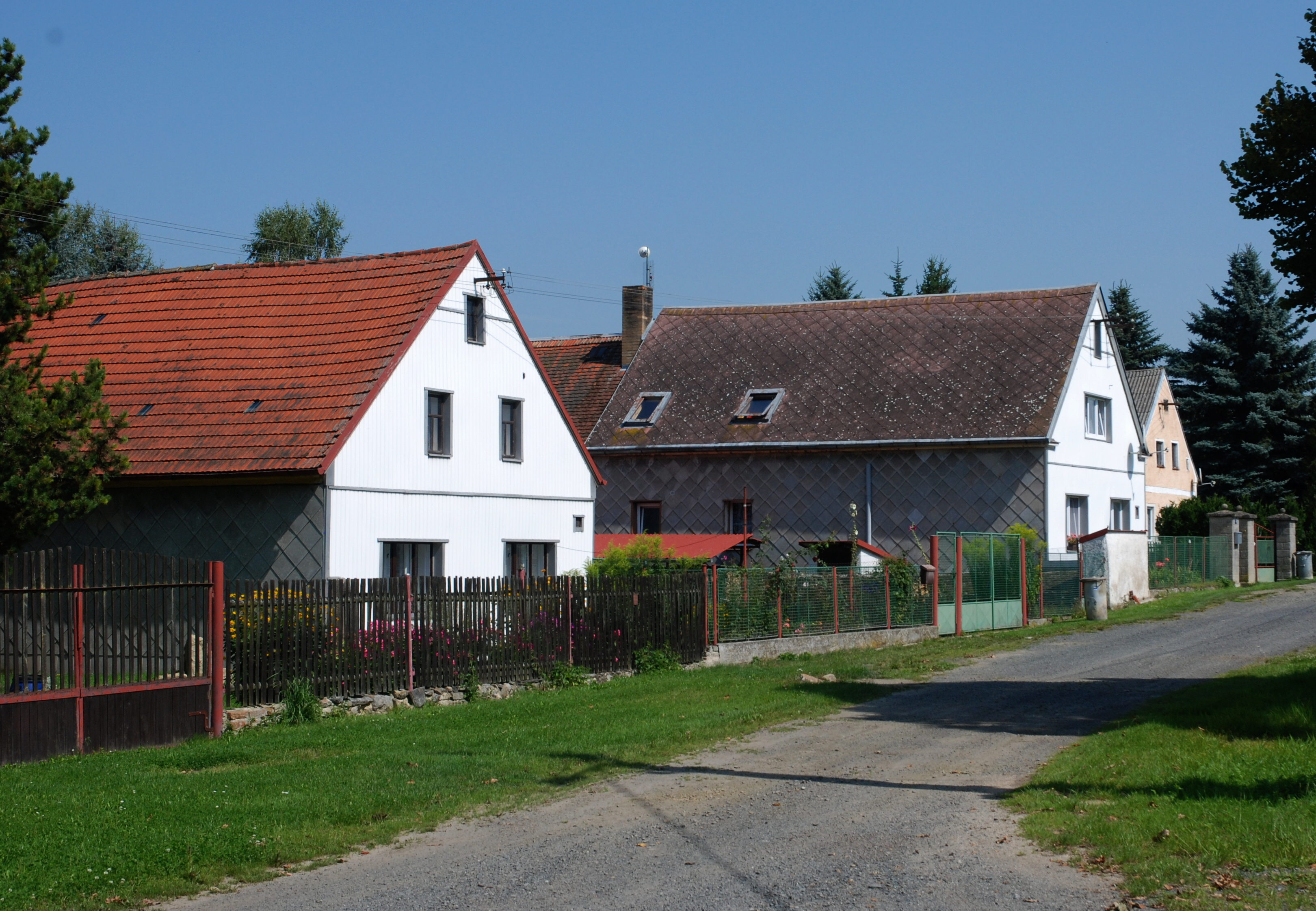
Hlinné.
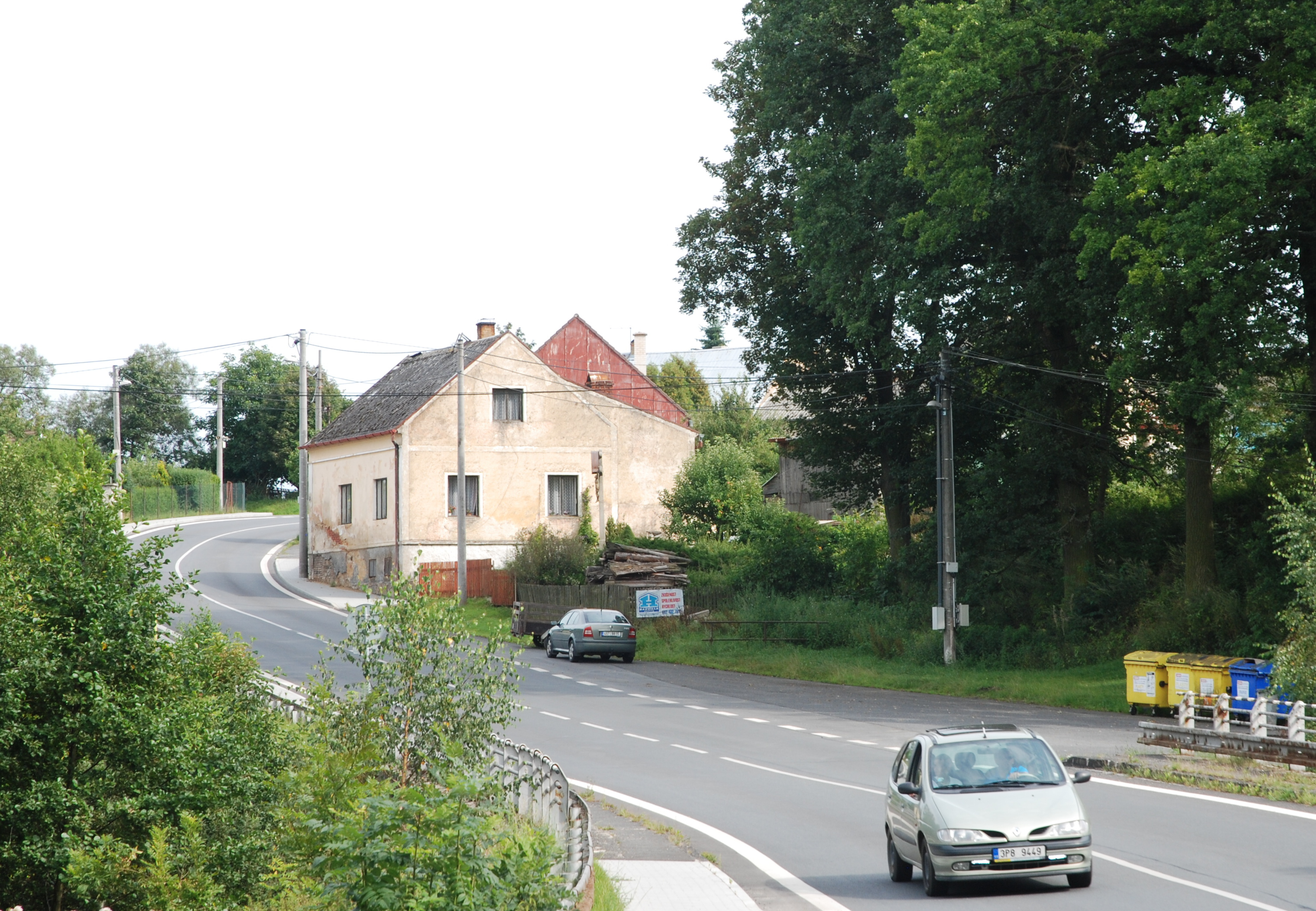
Trnová.

## Transports
Par la route, Tisová se trouve à 7 km du centre de Tachov, à 55 km de Plzeň et à 150 km de Prague. 